# Karovoevatnet
Der Karovoevatnet (norwegisch; russisch Озеро Каровое Osero Karowoje, deutsch ‚Bodensee‘) ist ein See an der Prinzessin-Astrid-Küste des ostantarktischen Königin-Maud-Lands. Er liegt auf der Nordostseite des Russeskaget in der Schirmacher-Oase.
Russische Wissenschaftler benannten ihn. Das Norwegische Polarinstitut übertrug diese Benennung 1972 ins Norwegische.